# Chanohirata theae
Chanohirata theae är en insektsart som beskrevs av Matsumura 1912. Chanohirata theae ingår i släktet Chanohirata och familjen dvärgstritar. Inga underarter finns listade i Catalogue of Life.